# 木村忠正
木村 忠正（きむら ただまさ、1964年 - ）は、日本の文化人類学者。早稲田大学教授・東京大学教授を経て、立教大学社会学部教授。専門は認知人類学、情報社会論（とくにデジタルデバイド、バーチャルエスノグラフィなど）、科学技術人類学、情報ネットワーク論。

## 経歴
1964年、東京生まれ。東京都立科学技術大学、東京大学、早稲田大学などを経て2015年より現職。東京大学大学院総合文化研究科、ニューヨーク州立大学大学院バッファロー校にて文化人類学を専攻していた。その後、1990年代半ばからインターネットの可能性に着目し、ネット世論研究、デジタルネットワークの社会的普及に伴う社会文化の変容、デジタルネイティブの政治意識などを研究テーマとしている。Ph.D.(文化人類学)。大学では「知の専門家であれ（Be a Knowledge Professional）」を育成目標としている。研究対象地域は日本、北米、北欧、オランダ、韓国、中国である。2017年時点における大学での担当科目は、メディア・コミュニケーション論、webスタディーズ、専門演習2である。2015年4月より立教大学社会学部メディア社会学科教授に就任した。

## 履歴
- 1983年 私立武蔵高校卒業
- 1987年 東京大学教養学部文化人類学分科卒業
- 1989年 東京大学大学院総合文化研究科文化人類学分科修士課程修了、修士号取得
- 1990年 ニューヨーク州立大学バッファロー校大学院人類学部入学
- 1992年 ニューヨーク州立大学バッファロー校大学院人類学部よりMA取得
- 1993年 ニューヨーク州立大学バッファロー校大学院文化人類学部よりPh.D Candidateに認定
- 1994年 日本学術振興会 特別研究員
- 1995年 東京大学大学院総合文化研究科文化人類学分科博士課程単位取得退学
- 1995年 国際大学グローバル・コミュニケーションセンター(GLOCOM) 助手・講師・主任研究員(1997年まで)
- 1998年 東京都立科学技術大学助教授(2001年まで)
- 2001年 早稲田大学理工学部助教授(2003年まで)
- 2004年 早稲田大学理工学部教授(2006年まで)
- 2006年 東京大学大学院総合文化研究科助教授（2007年より准教授）
- 2012年 東京大学大学院総合文化研究科教授(2015年3月まで)
- 2012年9月　Yale University・Visiting Scholar
- 2015年4月 立教大学社会学部メディア社会学科教授

## 受賞
- 2001年　日本社会情報学会優秀文献賞　著書『デジタルデバイドとは何か』[4]
- 2002年　電気通信普及財団テレコム社会科学賞[5]
- 2009年 日本社会情報学会優秀論文賞 「インターネット利用行動と一般的信頼・不確実性回避との関係」(共著)[6]

## 単著
- 『第二世代インターネットの情報戦略』NTT出版、1997年
- 『オンライン教育の政治経済学』NTT出版、2000年
- 『デジタルデバイドとは何か〜コンセンサス・コミュニティをめざして〜』岩波書店、2001年
- 『ネットワーク・リアリティ〜ポスト高度消費社会を読み解く』岩波書店、2004年
- 『デジタルネイティブの時代　なぜメールをせずに「つぶやく」のか』平凡社新書、2012

## 共著
- 『ネットワーク時代の合意形成』NTT出版、1998年、土屋大洋との共著
- 『デジタル・デバイド〜構造と課題〜』C&C振興財団編著、NTT出版、2002年

## 論文
- 「パネル調査によるインターネットの利用の影響分析」、橋元良明 辻大介 石井健一 金相美との共著、『東京大学社会情報研究所調査研究紀要』第21巻 pp.305-454、担当箇所：4.「リテラシーと信頼」、pp.358-388、東京大学社会情報研究所、2004年
- 「インターネット使用者におけるホームページ所有の規定要因：日韓フィンランド3カ国比較分析」、斎藤嘉孝との共著、『情報通信学会誌』第23巻第1号、pp.45-52、情報通信学会、2005年
- 「情報化社会における合理的無知〜デジタルデバイド意識の集団差は存在するか〜」、斎藤嘉孝との共著、『日本社会情報学会学会誌』第16巻第2号、pp.45-58、日本社会情報学会、2004年
- 「第三の産業分水嶺としての『デジタル・デバイド』〜PACS（ポスト高度消費社会）をいかに構想するか〜」、『情報通信学会誌』第19巻第1号、pp.15-39、情報通信学会、2001年
- 「電子メイルを媒介とした社会的行為空間」、『日本語学』第15巻第12号、pp.12-26、1996年、明治書院
- 「『病気になる』ことの認知人類学」、『文化人類学研究』第7巻、pp.66-96、早稲田大学文化人類学会、2006年